# Holothuria theeli
Holothuria theeli is een zeekomkommer uit de familie Holothuriidae.
De wetenschappelijke naam van de soort werd in 1938 gepubliceerd door Elisabeth Deichmann.